# الکساندر جوئل اندرسن
الکساندر جوئل اندرسن (انگلیسی: Alexander Juel Andersen؛ زادهٔ ۲۹ ژانویهٔ ۱۹۹۱) بازیکن فوتبال اهل دانمارک است که در پست مدافع کناری برای آلسوند بازی می‌کند.
وی در تیم‌های ملی فوتبال زیر ۱۷ سال دانمارک، زیر ۱۸ سال دانمارک، زیر ۱۹ سال دانمارک، زیر ۲۰ سال دانمارک، و زیر ۲۱ سال دانمارک بازی کرده است.